# Harissa
Harissa és una salsa picant d'origen tunisià. Acompanya molts plats de la cuina del nord d'Àfrica i, en concret, el cuscús. També es menja com a sopa.
Els ingredients més importants són el bitxo vermell picant, l'all, la menta, el coriandre molt, l'alcaravia, la matafaluga, l'oli d'oliva i la sal. També existeix l'harissa rosa, feta amb pètals de rosa Es pot fer casolana, però actualment també és fàcil trobar-la en pols i envasada en llaunes.

## Història
Com en la cuina europea, els bitxos vermells es van importar a la cuina magrebina en l'intercanvi colombí, segurament durant l'ocupació espanyola de Tunis entre la Conquesta de Tunis de 1535 i la de 1574.